# Verdaderos parientes de Jesús

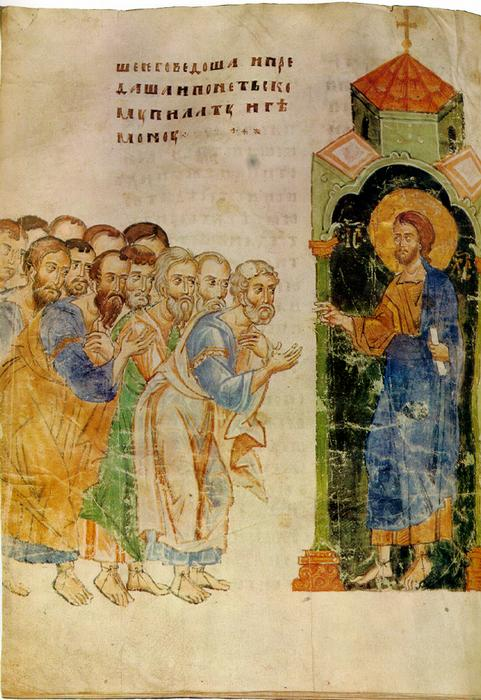
Jesús y sus Apóstoles, del Evangelio Siysky ruso, 1340.

El dicho de Jesús relativo a sus verdaderos parientes se encuentra en los Evangelios canónicos Marcos, Mateo y Lucas. Muestra que, para Jesús, quien hace la voluntad de Dios es como su familia.  

## En la Biblia
De Marcos 3:31–35:
 Vinieron entonces sus hermanos y su madre, y, estando
 fuera, le enviaron a llamar.  
Y la multitud se sentó a su alrededor, y le dijeron,
 He aquí, tu madre y tus hermanos te buscan fuera. 
Y él les respondió, diciendo: ¿Quién es mi madre, o mis
 hermanos?  
Y mirando alrededor a los que estaban sentados a su alrededor, dijo
 dijo: ¡Mirad a mi madre y a mis hermanos!  
Porque cualquiera que hiciere la voluntad de Dios, ése es mi
 hermano, y mi hermana, y mi madre. 
De Mateo 12:46–50:
 Mientras aún hablaba con la gente, he aquí que su madre y
 y sus hermanos estaban fuera y querían hablar con él.  
Entonces uno le dijo: He aquí, tu madre y tus hermanos
 están fuera y quieren hablar contigo. 
Respondiendo él, dijo al que se lo había dicho: ¿Quién es mi madre y quiénes son mis hermanos?
 y ¿quiénes son mis hermanos?  
Y extendiendo la mano hacia sus discípulos, dijo
 dijo: ¡Mirad a mi madre y a mis hermanos!  
Porque cualquiera que hiciere la voluntad de mi Padre que está en los cielos
 que está en los cielos, ése es mi hermano, mi hermana y mi madre. 

 De Lucas 8:19-21
Entonces vinieron a él su madre y sus hermanos, y no podían venir a él por la prensa.
Y le fue dicho por unos que decían: Tu madre y tus hermanos están fuera, deseando verte.

Respondiendo él, les dijo: Mi madre y mis hermanos son los que oyen la palabra de Dios y la cumplen.

## Versión apócrifa
Una versión reorganizada aparece también en el Evangelio de Tomás (Traducción de Patterson-Meyer):
 99 Los discípulos le dijeron: "Tus hermanos y tu madre están
 están fuera". Él les dijo: "Los que están aquí y hacen lo que mi
 Padre son mis hermanos y mi madre. Ellos son los que
 entrarán en el reino de mi Padre". 
 100 Le mostraron a Jesús una moneda de oro y le dijeron: "El pueblo del emperador romano nos exige impuestos".
 emperador romano nos exige impuestos". Él les respondió: "Dad al
 emperador lo que es del emperador, dad a Dios lo que es de Dios
 y dadme a mí lo que es mío". 
 101 "Quien no odia [al padre] y a la madre como yo, no puede ser
 mi [discípulo], y quien [no] ame [a padre y] madre como
 no puede ser mi [discípulo]. Porque mi madre [...], pero mi verdadera
 [madre] me dio la vida". 
Versículo 100 (Moneda del César) es similar a Marcos 12.13-17 y Lucas 20.22-26. Versículo 101 (Ama a Jesús/Dios más que a tu familia) es similar a Mateo 10:37 y Lucas 14:26-33.